# Monomitopus longiceps
Monomitopus longiceps är en fiskart som beskrevs av Smith och Radcliffe, 1913. Monomitopus longiceps ingår i släktet Monomitopus och familjen Ophidiidae. Inga underarter finns listade i Catalogue of Life.